# Голубев, Евгений Кириллович
Евге́ний Кири́ллович Го́лубев (16 февраля 1910, Москва — 25 декабря 1988, Москва) — советский композитор и педагог, ученик Н. Я. Мясковского, профессор Московской государственной консерватории имени П. И. Чайковского (1947), Народный артист РСФСР (1966).

## Музыкальные сочинения
Балет — Одиссей (1965, по Гомеру)

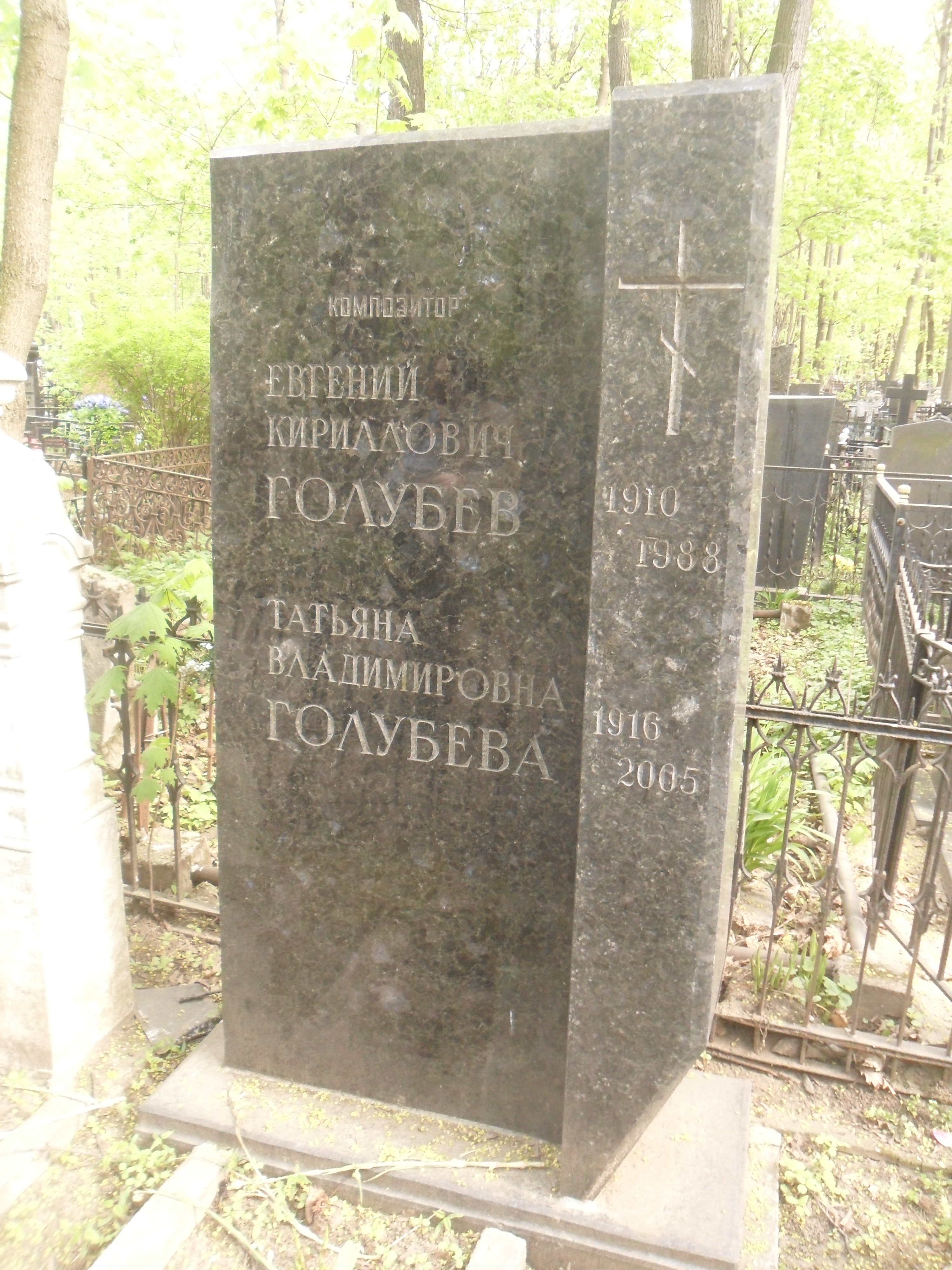
Могила Голубева на Введенском кладбище Москвы (10 уч.).

Оратории — Возвращение солнца (1935-36, сл. из саамского нар. сказания), Герои бессмертны (1946, сл. Н. Стефановича и С. Городецкого)
Для оркестра: 7 симфоний (1933,1937, 1942, 1947, 1960, 1966, 1972)
3 концерта для фортепиано с оркестром (1944, 1948, 1954)
Концерт для виолончели с оркестром (1956)
Концерт для альта с оркестром (1962)
Концерт для скрипки с оркестром (1970)
Камерно-инструментальные произведения — 11 струнных квартетов (1932, 1950, 1953, 1960, 1962, 1966; No 7, 8 — 1970; No 9, 10, 11 — 1971)
2 квинтета (1938, 1955)
Для фортепиано: 6 сонат (1930, 1932, 1933, 1942, 1953, 1967)
Украинская рапсодия (1936)
5 пьес памяти М. Ю. Лермонтова (1939)
Детский альбом (1945-46)
Цикл в Старой Рузе (1949)
Сонаты — для скрипки и фортепиано (1952), для трубы и фортепиано (1953), для виолончели и фортепиано (1972)
Произведения для голоса и фортепиано
Хоры без сопровождения (сл. М. Ю. Лермонтова, К. Ф. Рылеева, Э. Верхарна)
Обработки русских народных песен и др.

## Ученики
- Г. А. Григорян
- Т. П. Николаева
- А. Н. Холминов
- Г. М. Шантырь
- А. Г. Шнитке
- А. Я. Эшпай
- Т. Г. Смирнова
- И. М. Красильников
- В. И. Кривцов